# Ненадкевич, Константин Автономович
Константин Автономович Ненадке́вич (2 июня 1880, Кашевка, Волынская губерния — 19 июня 1963, Москва) — советский геохимик-минералог. Член-корреспондент АН СССР. Лауреат Сталинской премии.

## Биография
Родился 21 мая (2 июня) 1880 года в деревне Кашевка (ныне Волынская область, Украина) в семье сельского священника.
После окончания в 1898 году гимназии в городе Петрокове (Царство Польское, здесь служил соборным священником его отец), приехал в Москву.
В 1902 году окончил естественное отделение физико-математического факультете Московского университета. Затем учился в Санкт-Петербургском горном институте, который окончил в 1906 году. Ученик В. И. Вернадского.
С 1906 года начал работать в Минералогическом музее Академии наук в Санкт-Петербурге:
- 1912—1921 годах — лаборант
- 1923 году — сотрудник
- с 1924 года — старший химик геохимической лаборатории.

Одновременно в 1921—1922 годах был заведующим Минералогическим кабинетом Института народного образования в Чите, где преподавал минералогию и кристаллографию.
В 1926—1932 годах — научный сотрудник Государственного радиевого института в Ленинграде.
В 1932—1935 годах — старший специалист Геохимического института АН СССР (Ленинград).
С 1935 года — снова в Москве: в 1935—1955 годах — заведующий лабораторией специальных исследований ГИНАН.
Доктор геолого-минералогических наук (1935; без защиты диссертации), профессор (1950).
В 1955—1957 годах был заведующим лаборатории Института геологии рудных месторождений, петрографии, минералогии и геохимии.
Скончался 19 июня 1963 года. Похоронен в Москве на Новодевичьем кладбище (участок № 8, 29 ряд).

## Адреса
- В Москве жил на улице Малой Якиманке, дом 3.

## Награды и премии
- 1945 — Орден Ленина (10.06.1945)[2]
- 1946 — медаль «За доблестный труд в Великой Отечественной войне 1941—1945 гг.»[3].
- 1948 — Сталинская премия третьей степени — за открытие и исследование новых месторождений редких металлов
- 1953 — Орден Ленина

## Заслуги и память
- К. А. Ненадкевич исследовал в 1912 году Туя-Муюнское месторождение урановых руд, показал в своих работах, что основным носителем урана является водный уранилванадат кальция и предложил называть этот материал тюямунитом.[4]
- В 1916—1920 годах учёный разработал технологию производства металлического висмута из отечественного сырья, по которой в СССР была получена его первая опытная партия.[5]
- В честь К. А. Ненадкевича названы минералы — ненадкевит и ненадкевичит.[6]
- В марте 2011 года в музей Горного университета председателем Комитета Совета Федерации по природным ресурсам и охране окружающей среды заслуженным геологом РСФСР В. П. Орловым были переданы архивные материалы, связанные с К. А. Ненадкевичем.[5]